# Themba N. Masuku
Themba Nhlanganiso Masuku, né le 7 juillet 1950, est un homme d'État eswatinien, vice-Premier ministre (2008-2013 et depuis 2018) et à ce titre Premier ministre par intérim du 13 décembre 2020 au 16 juillet 2021.

## Biographie
Themba Nhlanganiso Masuku est né le 7 juillet 1950. Il obtient sa maîtrise en sciences à l'université du Missouri aux États-Unis.
Dans les années 1990, il occupe divers postes au sein du gouvernement du Swaziland, notamment celui de ministre de l'Agriculture et des Coopératives, celui de la Planification économique et du développement et celui de ministre des Finances de 1996 à 1998. Il travaille ensuite avec l'Organisation des Nations Unies pour l'alimentation et l'agriculture en tant que directeur des bureaux de liaison à Genève et plus tard à New York. Il est nommé vice-Premier ministre en 2008 par le roi Mswati III et occupe ce poste jusqu'en 2013, date à laquelle il devient l'administrateur régional du district de Shiselweni.
Il est à nouveau nommé au poste de vice-Premier ministre dans le gouvernement d'Ambrose Mandvulo Dlamini et prend ses fonctions le 6 novembre 2018,.
Le 13 décembre 2020, il annonce le décès d'Ambrose Mandvulo Dlamini, devenant ainsi Premier ministre par intérim pour une période initiale de trois mois mais qui se prolonge jusqu'en juillet 2021, quand Cleopas Dlamini est nommé nouveau Premier ministre par le roi.